# Арсеньевка
Арсе́ньевка (в верховье ручей Дальний) — река, левый приток реки Уссури. Протекает по территории Анучинского и Яковлевского районов Приморского края России. Длина — 294 км, площадь водосборного бассейна — 7060 км², падение — 714 м. Названа в честь путешественника и писателя, исследователя Уссурийского края Владимира Клавдиевича Арсеньева. До переименования в 1972 году: в верхнем течении — Долбыхэ, в среднем — Тудагоу, в нижнем — Даубихэ, Дауби́хе, абор. Хуэ Расход воды — 60,6 м³/с

## Гидрография

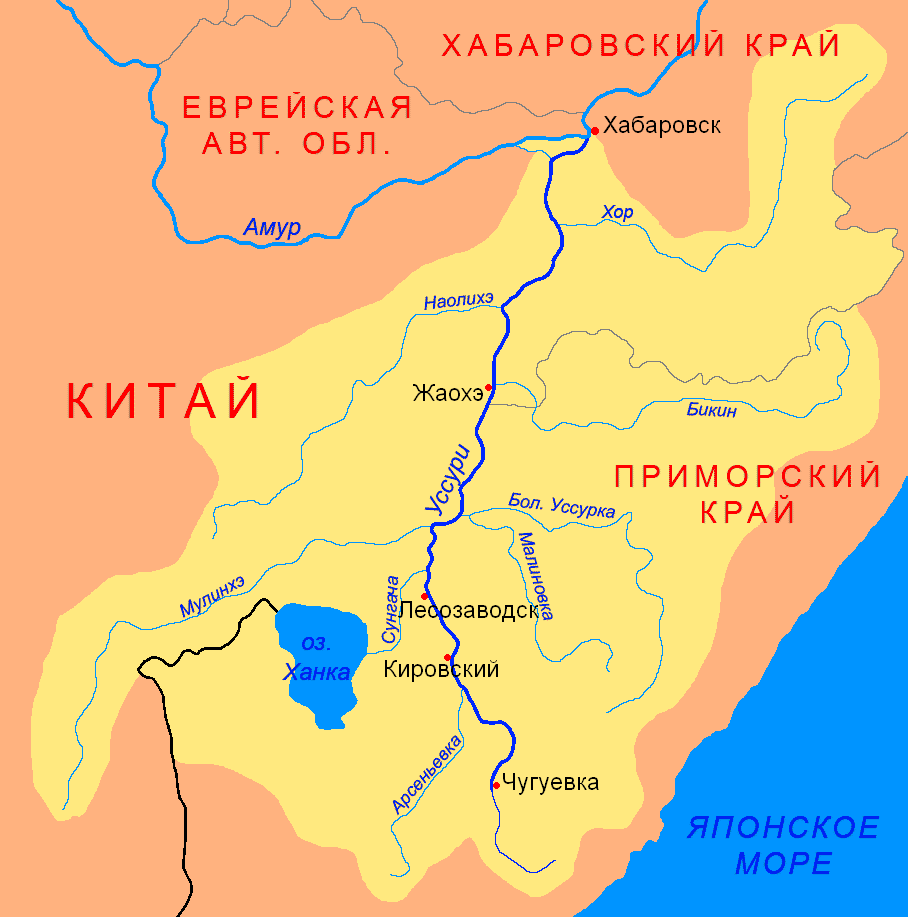
Бассейн Уссури

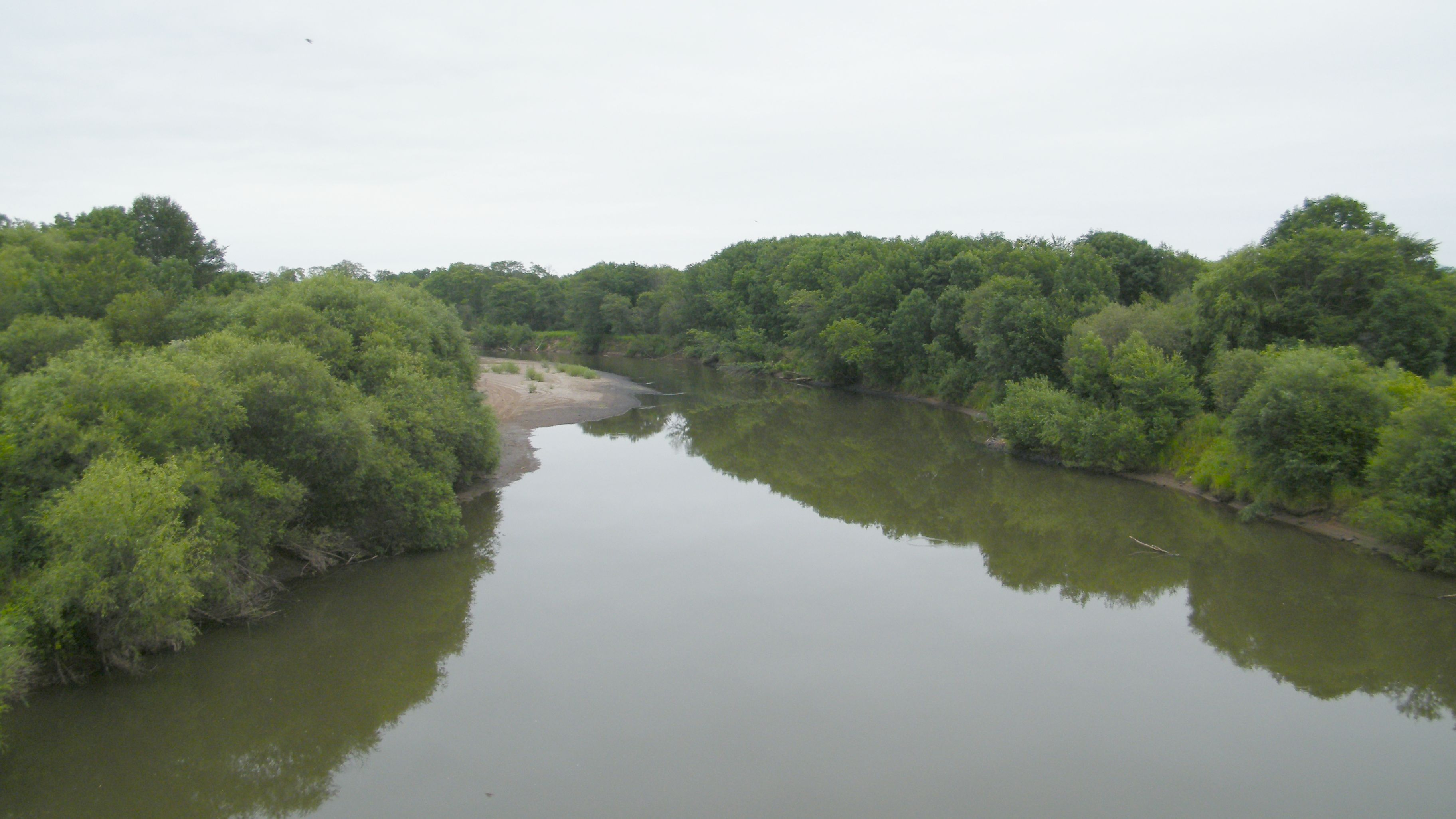
Река Арсеньевка у села Яковлевка

Река берёт начало на юго-западных склонах хребта Сихотэ-Алинь у горы Медной. Течёт преимущественно в северо-восточном направлении по широкой долине, находящейся в зоне тектонической депрессии. Впадает в реку Уссури близ села Бельцово.
Речной бассейн имеет сложное строение. Верхняя часть бассейна расположена в юго-западном районе горной системы Сихотэ-Алинь, где наиболее высокие вершины достигают 1100—1200 м. В среднем и нижнем течении река проходит по более низкой территории межгорной Даубихинской впадины, вытянутой примерно на 100 километров с юго-запада на северо-восток. Около 82 % всей площади бассейна занято таёжной лесной растительностью (кедровые сосны, ель, пихта, ильм, орех, клён, берёза, осина и др.). Общая заболоченность бассейна около 7,4 %.
Речная сеть хорошо развита в верхней части бассейна, где коэффициент её густоты достигает 0,9-1,0 км/км², в пределах Даубихинской впадины его величина уменьшается до 0,6-0,7 км/км². Всего в пределах водосбора насчитывается около 2000 рек общей длиной свыше 5000 км, большинство из которых представляют собой малые водотоки длиной менее 10 км.
Пойма Арсеньевки изменяется в пределах 700—800 м у истока и до 2-4 км в нижнем течении реки. Полоса затопляемой поймы в обычные паводки не превышает 150 м Русло реки в верхнем течении слабо извилистое и слабо разветвлённое, в нижнем течении русло непрерывно меандрирует, отходя от одного склона долины к другому, образуя многочисленные излучины. Преобладающая ширина реки в верховьях составляет 20-40 м, в нижнем течении 50-60 м. Берега обрывистые, песчаные и песчано-гравелистые, местами поросшие кустарником, имеют высоту 2-3 м.

## Основные притоки
Основные притоки: Муравейка (стар. название Эрльдагоу, правый, длина 82 км), Синегорка (стар. название Даубихеза, левый, 52 км), Липовцы (стар. название Хонихеза, правый, 41 км), Павлиновка (стар. название Яндзыгоу и Большая Яндзыгоу, правый, 28 км), Дачная, Поперечная, Рославка.

## Населённые пункты
Населённые пункты у реки (сверху вниз):
- Анучинский район: Скворцово, Весёлый, Ильмаковка, Виноградовка, Смольное, Староварваровка, Анучино, Старогордеевка, Новогордеевка, Шекляево, Таёжка, Корниловка;
- город Арсеньев;
- Анучинский район: Пухово;
- Яковлевский район: Старосысоевка, Сысоевка, Новосысоевка, станция Варфоломеевка, Варфоломеевка, Лазаревка, Достоевка, Яковлевка, Покровка, Андреевка, Яблоновка, Николо-Михайловка, Озёрное, Бельцово.[10][11]

В районе верхнего течения Арсеньевки начинается идущий на запад вал Чакири-мудун, о котором упоминал Арсеньев в книге «В горах Сихотэ-Алиня».